# Jason Segel

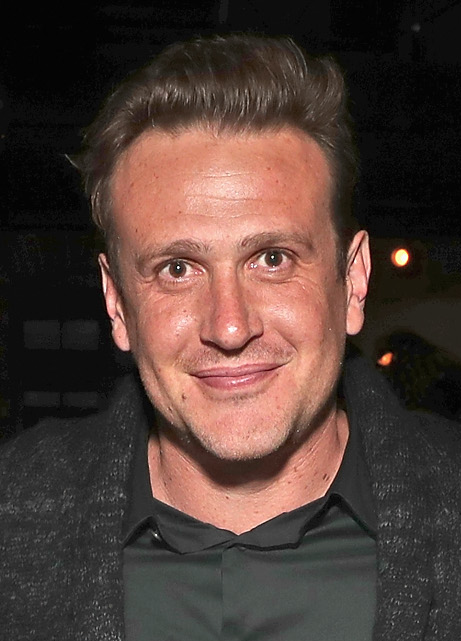
Jason Segel bei der Premiere des Films The Discovery im Rahmen des Sundance Film Festivals 2017

Jason Jordan Segel (* 18. Januar 1980 in Los Angeles, Kalifornien) ist ein US-amerikanischer Schauspieler. Bekannt wurde er durch die Rolle des Marshall Eriksen in der US-Sitcom How I Met Your Mother.

## Familie
Segel wurde in Los Angeles, Kalifornien, als Sohn eines Rechtsanwalts und einer Hausfrau geboren. Er wuchs in Pacific Palisades auf und wurde im jüdischen Glauben des Vaters erzogen; dennoch besuchte er eine christliche Schule. Heute ist er Mitglied der christlichen Universal Life Church.
Von Mitte 2012 bis Februar 2013 war er mit der Schauspielerin Michelle Williams liiert. Bald nach der Trennung gestand Segel in der Öffentlichkeit, ein Alkoholproblem zu haben, das er jedoch bekämpfen wolle.
Ab 2015 war er mit der Fotografin Alexis Mixter zusammen. 2021 erfolgte die Trennung. 2025 verlobte er sich mit der Tänzerin Kayla Radomski.

## Karriere
Von 1999 bis 2000 gelang Segel der Durchbruch in der Fox-Fernsehserie Voll daneben, voll im Leben, in der er den kiffenden Nick Andopolis verkörperte. In den Jahren 2001 und 2002 spielte er in sieben von 17 Episoden der Serie American Campus – Reif für die Uni? mit, dabei stellte er den Exfreund von Lizzie Exley, Eric, dar. Von 2005 bis 2014 spielte er in der US-Sitcom How I Met Your Mother des Fernsehsenders CBS die Rolle des Juristen Marshall Eriksen; die Rolle in der überaus erfolgreichen Serie machte ihn international bekannt. Des Weiteren schrieb er das Drehbuch zu Nie wieder Sex mit der Ex und dem Blockbuster Männertrip. Für die Kinofilme Die Muppets und Fast verheiratet schrieb Segel jeweils das Drehbuch und spielte die männliche Hauptrolle. Der von ihm gesungene Song Man or Muppet gewann einen Oscar.
Für eine der wenigen ernsten Rollen, seine Hauptrolle in The End of the Tour, erhielt er mehrere Nominierungen als bester Darsteller, u. a. bei dem Chlotrudis Award, dem Independent Spirit Award und dem Seattle International Film Festival.
Für seine Rolle in Sex Tape wurde er zusammen mit Cameron Diaz für die Goldene Himbeere 2015 als Schlechtestes Leinwandpaar nominiert.
Seit 2020 ist er in der von ihm entwickelten Serie Dispatches from Elsewhere in der Hauptrolle zu sehen, bei der er auch eine Folge inszenierte.
2014 veröffentlichte Segel zusammen mit seiner Co-Autorin Kirsten Miller sein erstes Kinderbuch Nightmares, das auf einem von ihm als 21-Jähriger verfassten Drehbuch basiert. Es ist unter dem Titel Nightmares! – Die Schrecken der Nacht in deutscher Übersetzung erschienen. Segel nahm Nightmares in englischer Sprache auch als Hörbuch auf.

## Deutsche Synchronsprecher
Segels deutsche Synchronstimme stammt meistens entweder von Hubertus von Lerchenfeld (z. B. How I Met Your Mother, Die Muppets, Fast verheiratet) oder von Dennis Schmidt-Foß (u. a. Nie wieder Sex mit der Ex, Bad Teacher).

## Filmografie (Auswahl)
Filme

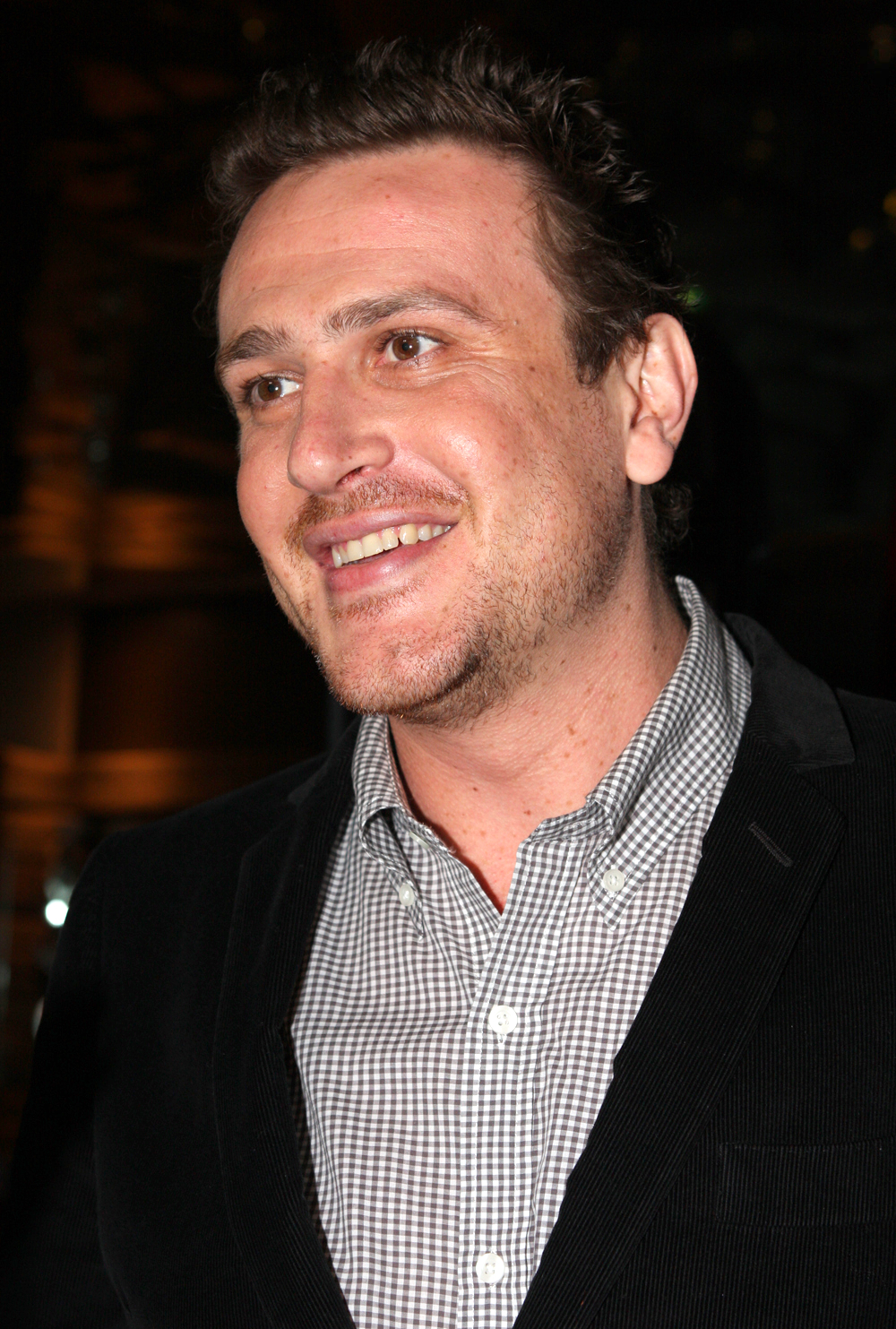
Jason Segel im November 2011 bei der Premiere von The Muppets

- 1998: Ich kann’s kaum erwarten! (Can’t Hardly Wait)
- 1998: Dead Man on Campus
- 1998: Punk!
- 1999: New Jersey Turnpikes
- 2001: North Hollywood (Fernsehfilm)
- 2002: Slackers
- 2003: 11:14
- 2003: Certainly Not a Fairytale
- 2004: LolliLove
- 2005: The Good Humor Man
- 2006: Bye Bye Benjamin
- 2006: Kings of Rock – Tenacious D (Tenacious D in The Pick of Destiny)
- 2007: Beim ersten Mal (Knocked Up)
- 2008: Nie wieder Sex mit der Ex (Forgetting Sarah Marshall)
- 2009: Trauzeuge gesucht! (I Love You, Man)
- 2010: Männertrip (Get Him to the Greek, Drehbuch)
- 2010: Ich – Einfach unverbesserlich (Despicable Me, Stimme von Victor „Vector“ Perkins)
- 2010: Gullivers Reisen – Da kommt was Großes auf uns zu (Gulliver’s Travels)
- 2011: Bad Teacher
- 2011: Freunde mit gewissen Vorzügen (Friends with Benefits)
- 2011: Die Muppets (The Muppets)
- 2011: Jeff, der noch zu Hause lebt (Jeff, Who Lives at Home)
- 2012: Fast verheiratet (The Five-Year Engagement)
- 2012: Immer Ärger mit 40 (This Is 40)
- 2013: Das ist das Ende (This Is the End)
- 2014: Sex Tape
- 2015: The End of the Tour
- 2017: The Discovery
- 2018: Come Sunday
- 2019: The Friend
- 2022: Über mir der Himmel (The Sky Is Everywhere)
- 2022: Windfall

Fernsehserien
- 1999–2000: Voll daneben, voll im Leben (Freaks and Geeks, Fernsehserie, 18 Folgen)
- 2001: North Hollywood (Fernsehserie, Pilotfolge)
- 2001–2002: American Campus – Reif für die Uni? (Undeclared, Fernsehserie, 7 Folgen)
- 2004: Harry Green and Eugene (Fernsehserie, unveröffentlichter Pilot)
- 2004–2005: CSI: Vegas (Fernsehserie, 3 Folgen)
- 2005: Alias – Die Agentin (Alias, Fernsehserie, Folge 4x11)
- 2005–2014: How I Met Your Mother (Fernsehserie, Hauptrolle, 208 Folgen)
- 2007: Desperate Housewives (Fernsehserie, Drogendealer, Staffel 4 Folge 7–8)
- 2009: Family Guy (Fernsehserie, Folge 7x16, Stimme von Marshall Eriksen)
- 2011: Saturday Night Live (Fernsehshow, Folge 37x07)
- 2020: Dispatches from Elsewhere (Fernsehserie, 10 Folgen)
- 2020: Home Movie: The Princess Bride (Fernsehserie, Folge 2)
- 2022: Winning Time: The Rise of the Lakers Dynasty (Fernsehserie, 7 Folgen)
- seit 2023: Shrinking (Fernsehserie)

## Bücher
- mit Kirsten Miller: Nightmares! – Die Schrecken der Nacht. übersetzt von Simone Wiemken, Dressler Verlag, Hamburg 2014, ISBN 978-3-7915-1908-1.